# 유정연
유정연(劉正然, 1965년 8월 20일 ~ )은 대한민국의 작곡가, 편곡가, 음반 프로듀서이다. 현재는 탱고바이올리니스트로 아르헨티나, 일본, 유럽 등 세계적으로 활동중이며 예명(藝名)  안토니오 유 Antonio Yoo를 사용하고 있다.

## 학력 및 경력
- 숭의초등학교 졸업
- 선화예술중학교, 선화예술고등학교 졸업
- 서울대학교 음악대학 기악과 졸업 (바이올린 전공) (1984-1988)
- 프랑스 제네빌리에르 콘서바토리 Conservatoire Edgar-Varèse de Gennevilliers 수료 (2016-2018)
- 한국음악협회 음악콩쿠르 바이올린부문 1등 (1983), 월간음악 콩쿠르 바이올린부문 1등 (1983)
- 선화예술고등학교 실기 수석 졸업, 선화 오케스트라 악장역임 (1982), 아퀴나스 교향악단 과 협연 (1987, 호암 아트홀),  서울대학교 음악대학 클래머티스 실내악단 악장역임, KBS 교향악단 제1 바이올린 재직 (1988~1990)
- 아론 로잔드 Aaron Rosand, 故 에릭 프리드만 Erick Friednman , 故 벌 세놉스키 Berl Senofsky 등 세계적인 바이올리니스트의 마스터 클래스 수료.
- 국내: 故 하영수 (전 서울시립 교향악단) , 이택주교수 (KT심포니오케스트라 지휘자, 이화 여대 음대 명예교수), 故 이종숙 교수 (전 서울 대학교 음악 대학)를 사사
- 아르헨티나: 페르난도 수아레스 파스 Fernando Suarez Paz, 미겔 앙헬 베르테로 Miguel Angel Bertero, 파블로 아그리 Pablo Agri를 사사
- 유럽: 세바스티엥 수렐 Sebastien Surel (프랑스), 미샤 몰도프 Micha Molthoff (네델란드)를 사사

## 대중 음악 활동
- 1988년 가수 진미령의 "하나 그리고 둘"의 작사가로 , 1989년 가수 이상우의 "나만의 그대"의 작곡가로 데뷔했다. 1990년 가수 이승철의 2집 음반인 "발레리나 걸"의[3]프로듀서로 총 7곡을  프로듀싱 했다.
- 1992년에는 재즈 피아니스트 이영경[4]과 함께 크로스오버 팝재즈 그룹 아침의 멤버로 활동하였다.
- 장혜진의  "내게로", 핑클[5] Fin. K.L의  "영원", 해이 Hey 의  "쥬템므" Je T'aime, 카밀라[6]의  "굿바이", 김현철의  "거짓말도 보여요", 이승철의  "발레리나 걸", "이순간을 언제까지나", 신승훈의 "가을빛 추억", 김정민의  "정상에서", 백지영의  "새드 살사" , 포지션의 "섬머타임", 이장우의 "훈련소로 가는길", 이상우의 "나만의 그대", 손지창의 "내가 너를 느끼듯이", "혼자만의 비밀", 쥬얼리의 "투나잇", 박준희의 "눈감아봐도", 이문세의 "오래된 사진처럼", "한번쯤 아니 두번쯤", 신효범의 "기다림",  이소라의 "랑데뷰", 아침의 "숙녀예찬", 이지훈의 "언제라도", "굿바이 러브" 등 많은 히트곡을 작곡, 편곡하였다.
- 대한민국의 수많은 인기가수들과 함께 지금까지 500여곡의 발라드, 댄스, 보사노바, 락, 재즈 등 다양한 장르의 음악을 발표했다. (관련기사 )

## 그룹 "아침" 음악 활동
- 1991년에 작곡가 유정연과  재즈 피아니스트 이영경이 결성한  2인조 그룹 .[7]
- 1992년 1집 Land Of Morning Calm 음반을 발표
- 선화예술중학교, 선화예술고등학교, 서울대학교 음악대학까지 줄곧 선후배 관계였던 둘은 각자 개인 음악 활동중 1991년에 의기투합하여 그룹을 결성하여 팝음악과 재즈를 결합한 새로운 스타일의 대중음악을 하였다.
- 그룹 아침의 앨범 수록곡 중에서 가수 윤건이 "사랑했던 기억으로", 가수 박효신이 "숙녀예찬"을 각각 리메이크 또는 커버하여 음반을 발표한 바 있다.
- 2021년3월 아침 2집 'Philadelphia Session 1994' 발매.
- 2021년 7월10일 아침2집 발매기념 콘서트 (서교동 구름아래 소극장). 예매 완판을 기록. (출연: 김현철, 빛과 소금, Danny Jung, 임미정, 최원혁, 이도헌, 황이현, Meeeun Kim, Hyoki, 박호정)

## 월드 뮤직(탱고 & 브라질리언 뮤직)활동
- 2002년 가수 Hey의 프로듀서로서 2집 녹음을 위해 일본에 건너가 가수 윤상과 함께 음악활동을 했던 일본의 삼바 그룹 발란사 Balança와의 레코딩을 계기로 일본의 브라질리언 음악가들과 교류를 시작했다.
- 2004년부터 보사노바 가수인 리사 오노의 밴드 멤버로 구성된 미나스윙 Minaswing[8][9][10], 일본의 대표적 보사노바 가수 치에 Chie[11], 브라질리언 기타리스트 코지 아베 Koji Abe (Balança), 보사노바 가수 나오미 Naomi (Naomi & Goro)[12], 브라질리언 음악 & 시부야계 싱어송 라이터, 기타리스트 사이겐지 Saigenji[13], 세계적인 재즈 피아니스트 키시노 요시코 Kishino Yoshiko[14], 탱고 그룹 쿠아트로시엔토스 Cuatrocientos[15]등을 한국에 초청, 그들과 음악적으로 교류하며  EBS 스페이스 공감 공연 및 다양한 공연을 기획, 개최했다.
- 2006년  Astor Piazzolla의 명곡들로 구성된 첼리스트 송영훈 Young Song의 Tango[16]음반을 프로듀스했다. 도쿄의 유서깊은 Victor recording studio에서 일본의 탱고팀인 쿠아트로시엔토스와 레코딩한 이 앨범은 국내의 많은 탱고 음악팬들에게 호평 받은바 있다.
- 2007년 브라질,한국 뮤지션들과 함께 브라질리언 음악 프로젝트 "아우끼미스따" ALQUIMISTA[17]를 결성하여 EBS 스페이스 공감 콘서트 방송, 세종 문화회관 라틴 음악의 밤 공연, 롤링홀, 압구정홀, 클럽 에반스, 재즈클럽 올댓재즈 등의 공연을 통해 활동하였다.

- 2008년에 발매된 브라질 음악가인 발치뇨 아나스타시오 Valtinho Anastacio[18]의  솔로음반 "Forest Earth"[19]에 작곡가, 편곡자로 참여했다. ("Terra, Mar"  작곡,편곡, "Fragile" 편곡)
- 2009년 브라질 리오데자네이루 로 이주. 부에노스아이레스와 리오데자네이루에서 반년씩 거주하다 탱고음악에 전념하기 위하여 곧 부에노스아이레스 로 이주하게 됨.
- 2010년 브라질 현지에서 보사노바가수 Hyoki의 앨범 프로듀스, 제작 (리오데자네이루, 상파울루의 세계적인 뮤지션들과 녹음).

참여 뮤지션: Lula Galvão (guitar), Rafael Barata (drums), Jorge Helder (contrabass), Paulo Paulelli (contrabass), Fabio Torres (piano), Edu Ribeiro (drums), Marcus Teixeira (guitar)
- 2011년 3월 Hyoki의 "Eu e Bossa Nova" 음반 국내출시 (yellow-G music & STOMP music), 각종 공연, 방송활동. 2011 울산 월드뮤직 페스티발 참가 연주 (11월8일 울산문화예술화관)
- 부에노스아이레스에서 아스토르 피아졸라의 작품을 비롯하여 트라디쇼날 탱고음악을 연구하며 탱고, 클래식 바이올리니스트로써 연주활동. 탱고의 명가 콘피테리아 이데알 탱고쑈 바이올리니스트, 오케스타 라토레데바벨, 안토니오-레나토-시노 트리오, 안토니오 유 퀸테토, 오르케스타 다카포 알마그로 악장 역임, 2013 부에노스아이레스 탱고 페스티발  오케스타 티피카 콘시에르토스 아또란테스 멤버로 참가 연주 (8월25일, Usina del Arte)[20]
- 리오데자네이루의 Visom digital studio, 부에노스 아이레스의 Ion studio에서 레코딩한 이문세의 2012년에 발매된 리메이크앨범 의 연주, 편곡, 디렉터를 맡았다. 소녀 (리오데자네이루 녹음), 광화문연가 (부에노스아이레스 녹음)의 레코딩 작업에 참여하였다.[21]
- 아스토르 피아졸라 퀸텟의 바이올리니스트인 거장 페르난도 수아레스 파스 Fernando Suarez Paz, 파블로 아그리 Pablo Agri, 미겔 앙헬 베르테로 Miguel Angel Bertero를 사사.
- 2014년 도쿄에서 데뷔 음악회 (4월18일 , Trio Celeste & Antonio Yoo 콘서트)
- 2013년 오르케스타 티피카 파시피코 (퍼시픽 탱고 오케스트라)를 창단. (12월15일 2회 공연, Cafe Veloso)
- 2014년 피아졸라 프로젝트 & 오르케스타 티피카 파시피코 공연 (4월 25일, 26일, Cafe Veloso)
- 2014년 8월15일 미국 로스엔젤레스의 윌셔이벨 극장에서 열린 골수기증 자선 콘서트 기적 Miracle concert에서 연주 (Pepe Motta/ piano)[22]
- 2015년 퍼시픽 탱고 색스테토 도쿄 콘서트 (3월31일, The Glee)

Antonio Yoo, Aida Momoko (violin), Yukie Kawanami, 고상지 (bandoneon), Naoko Aoki (piano), Shinji Tanaka (contrabass)
- 2015년 퍼시픽 탱고 오케스트라 정기 연주회 (4월22일, 백암 아트홀)[23]
- 2015년 부에노스아이레스에서 유명 탱고 음악가들과 함께 아스토르 피아졸라 Astor Piazzolla의 명곡들을 레코딩한 Piazzolla Encore 음반 발매 (YGM Records)

참여한 뮤지션: Cristian Zárate (piano), Lautaro Greco, Nicolás Enrich (bandoneon), Daniel Falasca, Pablo Motta (contrabass), Ricardo Lew, Esteban Falabella (electric guitar))
- 2015년 Nuevo Tango Trio 서울 콘서트[24]

Antonio Yoo (violin), JP Jofre (bandoneon), Ines Gil (piano)
- 2015년 피아졸라 음악을 전문으로 하는 프로젝트인 Nuevo Tango Connection 의 리더로 도쿄 (6월10일, El Choclo) , 서울 (10월27일, Olympus Hall)[26]에서 공연하였다

Antonio Yoo (violin), Hayashi Masaki (piano), Satoshi Kitamura (bandoneon, Tokyo concert),  Toru Nishijima (contrabass), Kido Natsuki (electric guitar), JP Jofre (bandoneon, Seoul concert)
- 2015년 뉴욕 맨해튼의 리더크란쯔 콘서트홀에서 열린 JP Jofre hard tango chamber band 콘서트의 게스트 바이올리니스트로 참가 전곡 연주 (11월6일, Liederkranz concert hall)[27]
- 2016년 퍼시픽 탱고 오케스트라 정기 연주회 (3월27일, Cafe Veloso)
- 2016년 Nuevo Tango Connection 도쿄 콘서트 (4월28일 , El Choclo)

Antonio Yoo (violin), Hayashi Masaki (piano), Satoshi Kitamura (bandoneon), Toru Nishijima (contrabass), Kido Natsuki (electric guitar))
- 2016년 아르헨티나 출신의 세계적인 클래식, 탱고 기타리스트 Leonardo Bravo와 함께 듀오 콘서트 개최 (도쿄:  2월14일 El Choclo , 서울: 5월2일 더 하우스 콘서트[28], 6일 클럽 에반스, 9일 피노,10일 하우스 콘서트 in cafe 성수[29])
- 2016년 10월6일 그래미 어워드 수상자인 피아니스트 니콜라스 레데스마와 크리스티안 사라테, 라우타로 그레코 등 부에노스아이레스의 정상급 탱고 음악가들과 함께 레코딩한 "Piazzolla Encores 피아졸라 앙코르"음반을 (워너뮤직 코리아 /스톰프) 발표하여 일본, 유럽의 평단으로부터 높은 평가를 받고있다.
- 2017년 4월9일 Antonio Yoo 콰르테토 공연 (Keystone Club, TOKYO) : Antonio Yoo (violin), Shintaro Mieda (piano), Satoshi Kitamura (bandoneon), Shinji Tanaka (contrabass)

7월31일 Nuevo Tango Connection 공연 (El Choclo,Tokyo)
Antonio Yoo (violin), Satoshi Kitamura (bandoneon),
Hayashi Masaki (piano), Toru Nishijima (contrabass),
Taku Oshiba (e.guitar)
8월2일 Sexteto Pacifico 공연 (El Choclo,Tokyo)
Antonio Yoo, Aida Momoko (violin), Jun Hayakawa, Satoshi Kitamura (bandoneon), Naoko Aoki (piano),
Shinji Tanaka (contrabass)
- 2017년12월1일 부에노스아이레스의 Salon Dorado에서 Antonio Yoo y Amigos 콘서트 (부에노스아이레스시 와 한국문화원 공동주최)

출연: Antonio Yoo (violin), Cristian Zarate (piano), Lautaro Greco (bandoneon), Daniel Falasca (contrabass)
- 2017,2018년 일본의 세계적인 반도네오니스트 료타 코마츠 Ryota Komatsu와 함께 협연 (w/ 4월15일 코리안 챔버 오케스트라, 삼성전자 인재개발원 콘서트홀 / 7월26일 코리아 쿱 오케스트라 (지휘:이택주) 용인 포은 아트홀 / 8월5일 KT Chamber Orchestra (지휘:이택주) 목동 KT 홀)

/ 2018년 2월2일 강남 심포니 신년 음악회 (지휘:성기선) 코엑스 오디토리움
- 2017년 7월5일 스페인의 마드리드에서 프랑스 출신 반도네오니스트 뤼상드 도노소 Lysandre Donoso 와 듀오 콘서트 개최 (원먼스 페스티발, 주스페인 한국문화원)
- 2018년 Gran Tango Cuarteto ( Antonio Yoo violin, Juanjo Mosalini bandoneon, Leonardo Teruggi contrabass, Ivo de Greef piano) 4월2일 박창수의 더 하우스 콘서트 출연 (대학로 예술가의 집), 4월4일 창원 국제 실내악축제에 초청받아 공연 (성산 아트홀 소극장)
- 2016-2018 파리에 거주하며 다양한 연주 활동과 함께 세계적인 반도네오니스트 후안 호세 모살리니 Juan Jose Mosalini, 후안호 모살리니 Juanjo Mosalini와 함께 프랑스 제네빌리에르 콘서바토리 Conservatoire Edgar-Varese de Gennevilliers에서 탱고음악을 연구하였다.
- 2019년 8월 워너뮤직 /스톰프뮤직에서 부에노스아이레스에서 아르헨티나의 정상급 탱고음악가인 왈테르 리오스 Walter Rios (반도네온), 파블로 에스티가리비아 Pablo Estigarribia (피아노), 세자르 앙헬레리 Cesar Angeleri (클래식 기타), 니콜라스 엔리치 Nicolás Enrich (반도네온)과 함께 트라디쇼날 탱고를 레코딩한 "El Tango" 음반을 발표하였다. 이 음반에는 탱고의 명곡인 "El Choclo", " Jealousy", "El dia que me quieras"  "Nunca tuvo Novio","Milonga de mis Amores" 등 총 12곡이 수록되어있다.
- 피아졸라 100주년을 맞이하여 피아졸라 100주년 퀸텟(2019 라틴 그래미 어워드 앨범상을 수상한 퀸테토 아스토르 피아졸라 멤버였던 크리스티안 사라테 piano, 라우타로 그레코 bandoneon 를 비롯하여 에스테반 팔라벨라 e.guitar, 파블로 모타 contrabass, 안토니오 유 violin) 콘서트를 2021년 12월18일부터 28일까지 6개도시 (12.18 통영국제음악당, 12.19 여수예울마루대극장, 12.21 인천아트센터, 12.22,24서울라움아트홀, 12.27 창원3.15아트센터, 12.28 부산금정문화회관대극장)에서 하였다.

## 아우끼미스따 (연금술사)
(2006년~2009년)
프로듀서 유정연과 브라질 음악가인 발치뇨 아나스타시오(Valtinho Anastacio)가 주축이 되어 만든 브라질 음악 프로젝트 그룹

### 아우끼미스따 멤버 (members of ALQUIMISTA)
- 음악 감독(music director), 보컬(vocal), 퍼커션(percussion),바이올린(violin)_ 유정연(jeong-yeon yoo)
- 기타 (guitar)_ 황이현(lee- hyun hwang) , 베이스(bass)_ 이순용(e soon-yong), 드럼 (drums)_ 이도헌(lee do-heon),
- 피아노 (piano)_ 김가온 (kim ka-on), 유승호 (seung-ho yoo)
- 보컬&퍼커션 (vocal & percussion)_ 강성호(kang sung-ho), 보컬 (vocal)_ 김효기(HYOKI), 정란(jung-ran)
- 퍼커션(percussion)_ 서동현(seo dong-hyun), 김진환(kim jinhwan), 플룻(flute)_ 윤혜진(yoon hye-jin)

### 주요활동
- 2007년 6월 9일 창단 공연 (압구정홀)
- 2007년 11월13일  문학동네 주최 파울루 코엘류의 소설 "포르토벨로의 마녀" 출판 기념 콘서트 (CATCH LIGHT CLUB)
- 2007년 11월14일 2회 정기공연 (롤링홀)
- 2008년 7월1,2일 EBS 스페이스 공감 공연[30]
- 2008년 8월25일 세종문화회관 주최 "라틴음악의 밤" 콘서트

## 프로듀싱한 앨범
- Antonio Yoo & Friends / Piazzolla Encores
- Antonio Yoo / El Tango
- 송영훈 Young Song / Tango
- Hyoki 효기 미니 앨범 / Eu e Bossa Nova
- 이승철 2집[31]
- 손지창 1집
- 카밀라 1집[32]
- Hey 2집[33]
- 이상욱 1집[34]
- 정승현 1집
- 강희수 1집
- 12 memories of love[35]( feat. BMK, 화요비, 리사, 리즈, 마야, 서영은, Hey, 나나 )
- 포지션 special remake album  "I love you"

## 작품 (작곡,작사,편곡)
(ABC 가나다 순)
- As One 애즈원 - 행복한 날들 (작사 강은경 작곡, 편곡 유정연)
- BMK - Memories(편곡), Jupiter(편곡)
- Camilla 카밀라[36]  -  Good bye (작사 강은경 작곡, 편곡 유정연), Broken (작사 카밀라 작곡, 편곡 유정연 , 왠지 (작사 심현보 작곡, 편곡 유정연), 머지않아 나에게(With 성시경), 그저 조금 먼곳에서
- Fin. K.L 핑클 - 영원(작사 이효리 작곡, 편곡 유정연)
- Hey 해이 - 쥬템므 Je T'aime (작사 이도연 작곡, 편곡 유정연, Coffeetalgia (duet with 성시경)(작사 윤사라 작곡 유정연, 홍준호 편곡 유정연), piece of my wish (편곡), 운단스 Une Danse (작사 해이 작곡, 편곡 유정연) , 나 결혼해요 (duet with 윤종신)(작사 윤종신 작곡, 편곡 유정연, 김미은)
- Joy 조이 레드 벨벳 - 쥬템므 Je T'aime 리메이크(작사 이도연 작곡 유정연 편곡 황성제)
- Pheonix 피닉스[37] -  내가 너를 느끼듯이, Happy End, 아껴둔 사랑을 위해 (편곡)
- Position 포지션 - 1집 : 널 기억하며  / 2집 : Summertime, 너없는 생일  /  3집 : 널 기억하며, 이별유예, 허무한 날들, 상처, 날위한 노래(편곡) /  4집 : Prologue, Run,  Blue day(편곡), 사랑해 사랑해 (편곡) /  5집 :두려운 이별, 그동안 /  Special album  : 나의 길, I love you(편곡), 용서(편곡), 재회(편곡), Goodbye Forever(편곡) /  Best album : Goodbye (편곡), Too Far Away (편곡), 신부에게 (편곡), Remember (편곡), Summer time /  6집 : Friend ( feat. 이동건), 혼자(편곡), 하루(편곡), Love Is Over ( feat. 조관우) (편곡), Blue day 2(편곡)
- R.O.K.A - 시간의 유언
- Snap 스냅  - Time, 남겨진 시간
- Take 테이크   -  Joy
- The Masterpiece[38][39] - 한사람을 위해 (유정연), The Music ( feat. 윤일상, 김현철, 조규만, 이경섭, 주영훈, 오석준, 손무현, 박강영, 신재홍, 심상원, 유정연, 양홍섭, 신동우 )
- 가을동화 OST  - 얼마나 내가 (노래:윤창건) &  얼마나 내가 (Instrumental) (Piano :유정연)
- 강수지 - 너의 또다른 모습에
- 강현수 - 가장 아름다운 시작,  편지 하나
- 강지훈 - 내가 그리울꺼야, 화해, 거짓을 말한건 아니야
- 강희수 - 싱글 선언, 나쁜 여자, 이별을 해야 한다면
- 김민종 - Tonight
- 김범수 - 오래된 사진처럼 (리메이크)
- 김정민 - 정상에서, 도날드 & 장군 (To G)(편곡), Tonight (편곡)
- 김재석 - 홀로서기, 두려운 이별, 다음 세상을 기대하며
- 김지훈 - 익숙해진 슬픔 (작사, 작곡, 편곡)
- 김태형 - 외면
- 김현철 - 거짓말도 보여요, 음악은 (duet with 유정연)
- 김화수 - 잊을수없는 너에게
- 노아[40]    -  남겨진 사랑, We're Giant, 수호천사
- 다비 - 사랑을 내게 말해줘 (feat. 유정연)(편곡)
- 디바인 - You're My Love
- 리사 - 사랑하는 날(편곡)
- 리즈 - 혼자가 아님을...(편곡), 햇살에 그린 시(時)(편곡)
- 마로니에 - 말을 해봐, 난 그대로인데
- 마부스 - 주옥같은 인생, 처음 그 웃음을 부탁해 (편곡), 어른들은 위한 동화 (편곡)
- 미라클 -  니가 내것이 되갈수록(리메이크)
- 바다 - 내게로 (리메이크)
- 박기영 - I'll never cry (duet with 알렉스 of Clazziquai)
- 박남정 - 이별 선언
- 박상민 - 소녀의 선물
- 박상태 - 소중한 날, 작전성공 (편곡)
- 박요환 -  다시, 남자라 부르는 내모습 (리메이크), 사라진 너
- 박정운 - 너를 잊을께
- 박준희 - 눈 감아봐도, 이해할 수 없는건 사랑하지 않는 것, 네게 묻고 싶어
- 박혜영 - 다시 말해줘, 그럴수 있잖아요 (duet with  유정연), 바이야
- 보고 또 보고 OST - 나의 길 (노래: 아침)
- 백지영 - Sad Salsa, 추락 (편곡)
- 서영은 - Realize(편곡)
- 소방차 - 해야 뜨지마, 누드 모델, 1004의 실종
- 손지창 - 내가 너를 느끼듯이, 지워 버린 편지, 너의 흔적속에, 영원한 헤어짐이 되어, 혼자만의 비밀, 가을날의 회상, 별을 닮은 그대, 세상 모든이에게(duet with 유정연), 첫사랑, 언제까지나 너를
- 송영훈 - Oblivion (string orchestra arrangement, 연주: 서울시립교향악단)
- 송재호 - 영원토록 그대만을, 되돌아 가고픈 시간
- 스크림 - 가을의 전설
- 신승훈 - 가을빛 추억, Change
- 신재홍 - 혼자만의 추억 (작사 유정연 작곡 신재홍)
- 신효범 - 기다림 (작사 신효범 작곡 유정연)
- 심신 - 성격 차이, 세상은 변하질 않아, 새로운 시간들을 찾아서
- 아침 - 숙녀예찬, 잃어버린 그대, 오! 멜로디카, 그대 숨쉬는 그 순간까지 (작사 박주연 작곡 유정연), 소중한 사람아, 나의길 (OST 보고 또 보고), 가을빛 추억 (리메이크), 너를 사랑했던걸, I do love you, 낯선곳으로의 여행 (작사 박주연 작곡 유정연), 때로는 그대가(작사 윤성희 작곡 유정연), 10년만의 고백, 나 네게 원한건, From the Beginning,
- 안재욱 - 기약
- 엄정화 - 너의 마음속에 내가 있다면, 혼자란 생각하지마, 지쳐버린 네모습, 만취 기행기, Mystery
- 여명(黎明/Li Ming/Leon Lai) 痴情何须说前尘 (신승훈/ 가을빛 추억 (리메이크)
- 오마이걸 - 거짓말도 보여요(리메이크), Je T'aime 쥬템므(리메이크)
- 옥주현 - 행복할께요(하늘로 띄우는 편지)
- 우지민 - 내안에 있는 너
- 유채영 - R. U. Ready, 믿을 수 없어
- 이동규 - Free Expression, 널 잊을꺼야, Jas'mine (너를 사랑했단 이유로)
- 이문세 - 한번쯤 아니 두 번쯤, 오래된 사진처럼, 춤의 여왕, 소녀(편곡)
- 이문세 박인수 - 사랑해야 할 사람들 (작곡)
- 이상우 - 나만의 그대, 이 순간을 언제까지나
- 이상욱 - I know why, 감사, I Wish
- 이소라 - 더위, Rendez-vous, Comedy
- 이승철 - 발레리나 걸1,2, 이순간을 언제까지나, 얼만큼, 외면(편곡), 풍경화속의 거리(편곡), 친구의 친구를 사랑했네(편곡)
- 이영현 - Goodbye (리메이크 원곡 카밀라)
- 이장우  - 훈련소로 가는길, 지금 이 순간을 (feat. 이준), 처음 만난 그때처럼, 있을 때 잘해, Love Song (duet with 윤손하), 마지막 변명, 이별 한 후(편곡)
- 이정현 - 일장춘몽
- 이지훈 -  굿바이 러브, 언제라도
- 잉크 - 그래 이젠, 착각
- 임상아 - Love Story
- 왁스 - 여정(편곡), 사랑하고싶어(편곡)
- 장혜진 - 내게로, Complex, 그대를 사랑해 (duet with 윤종신)
- 전유나 - 너를 위한 이별, 외로운 날에 쓰는 편지
- 정승현 - 아직도 난, 잊을 수 없는 시간, 새로운 마음으로, 바벨탑, 아픈 마음 삼키며, 너를 영원히, 갈등
- 정일영 - 얼마나 내가
- 정지우 (에메랄드 캐슬) - 첫눈, 키스 & 느낌, 제대 이후
- 조갑경 - 그날을 기다리며, 잊혀져가는 기억들, 사랑스런 그대에게
- 조은 - 지금처럼 영원히
- 주영훈 - Romance (편곡)
- 쥬얼리 - Tonight
- 최용준 - 그대 눈빛, 불빛에 비친 그 모습, 구애
- 키드 - 10년 전의 약속
- 터보 - 상처, 후회, 우리들의 천국, 지난 겨울, 평화로운 세상, 다가갈수없는 너, Why, Knife, Wild Flower, Please
- 투투 - 니가 내것이 되갈수록 (작곡, 편곡)
- 팜팜 - 처음은 아니야, 니가 모르는 나
- 팝콘 - 이별없는 나라
- 폴킴 - Je T'aime (리메이크)
- 하수빈 - 그대 나를 떠나가나요
- 하울 - 아무리
- 하이수 - solitude (고독), 함께 할 수 있다면
- 하모 하모 - Silver Line, 히든카드
- 현진영 - 남자라 부르는 내모습
- 해커 해커 - Say를 날려봐
- 박화요비 - 눈감아 봐도(리메이크곡), Stars(편곡), 사랑한 그 날엔(편곡)